# Thunderstruck
"Thunderstruck" é um single da banda australiana de hard rock AC/DC. Foi composta no ano de 1990 pelos irmãos Angus Young e Malcolm Young e está presente no álbum The Razors Edge.
No YouTube a canção tem 1.3 bilhões de visualizações, sendo a música mais vista do canal do ACDC na plataforma.

## Créditos
- Brian Johnson - Vocal
- Angus Young - Guitarra
- Malcolm Young - Guitarra rítmica, vocal de apoio
- Cliff Williams - Baixo, vocal de apoio
- Chris Slade - Bateria

## Paradas
| País/Parada (1990–2021)                       | Melhor posição |
| --------------------------------------------- | -------------- |
| Austrália (ARIA)                              | 4              |
| Áustria (Ö3 Austria Top 75)                   | 65             |
| Bélgica (Ultratop 50 de Flandres)             | 4              |
| Canadá (RPM)                                  | 20             |
| Dinamarca (Hitlisten)                         | 29             |
| Europa (Eurochart Hot 100)                    | 33             |
| Finlândia (Suomen virallinen lista)           | 1              |
| França (SNEP)                                 | 45             |
| Irlanda (IRMA)                                | 5              |
| Alemanha (Offizielle Deutsche Charts)         | 21             |
| Mundo (Billboard Global 200)                  | 167            |
| Hungria (Single Top 40)                       | 6              |
| Países Baixos (Dutch Top 40)                  | 6              |
| Países Baixos (Single Top 100)                | 3              |
| Nova Zelândia (Recorded Music NZ)             | 3              |
| Espanha (PROMUSICAE)                          | 3              |
| Suécia (Sverigetopplistan)                    | 8              |
| Suíça (Schweizer Hitparade)                   | 22             |
| Reino Unido (UK Singles Chart)                | 13             |
| Estados Unidos (Billboard Digital Song Sales) | 16             |
| Estados Unidos (Billboard Mainstream Rock)    | 5              |
| Estados Unidos (Rock Digital Songs)           | 4              |

### Certificações
| País (Empresa)        | Certificação |
| --------------------- | ------------ |
| Estados Unidos (RIAA) | Platina      |
| Itália (FIMI)         | Platina      |